# Улица Вишневского (Казань)

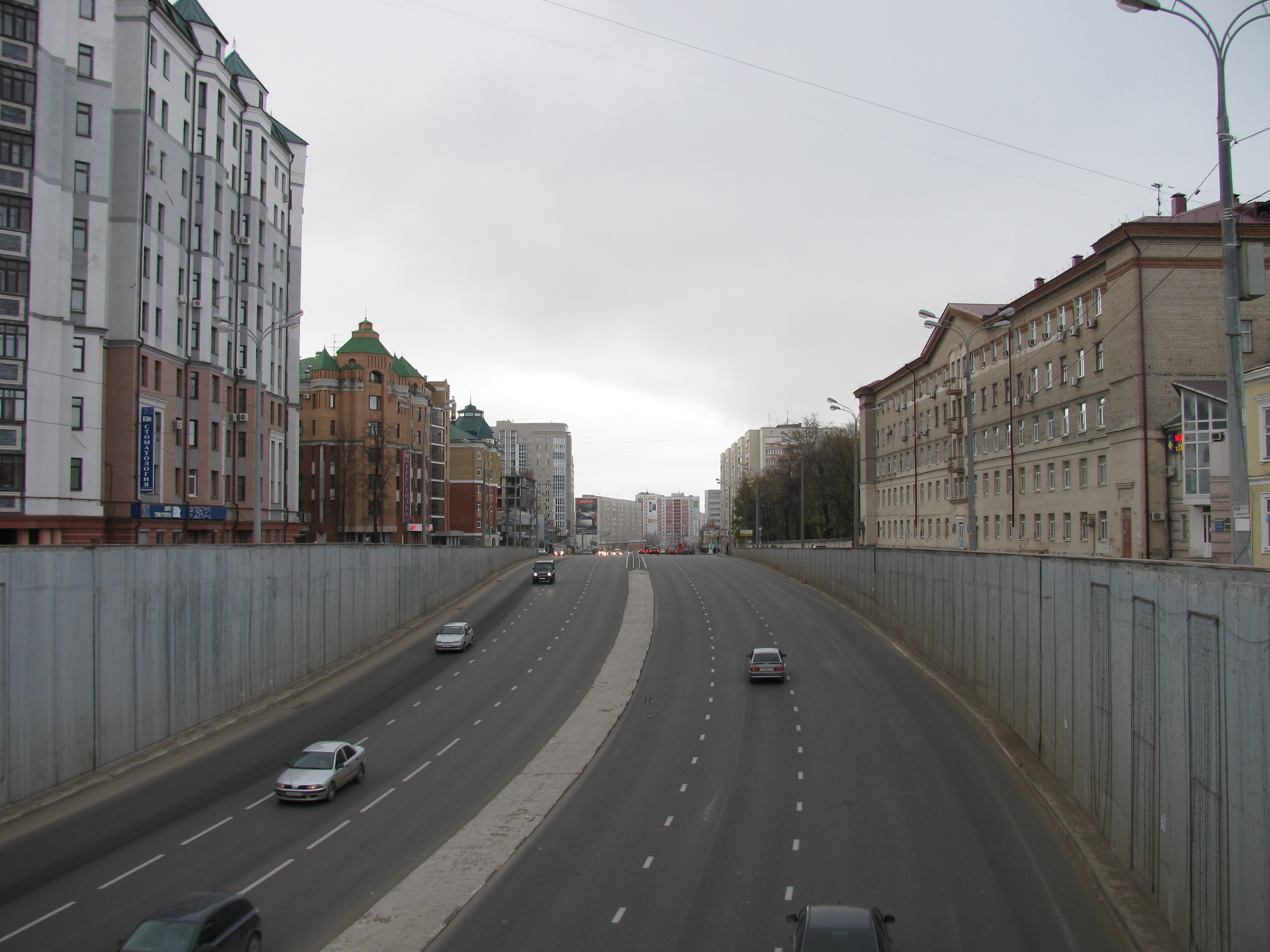
Вид на улицу Вишневского с улицы Ершова

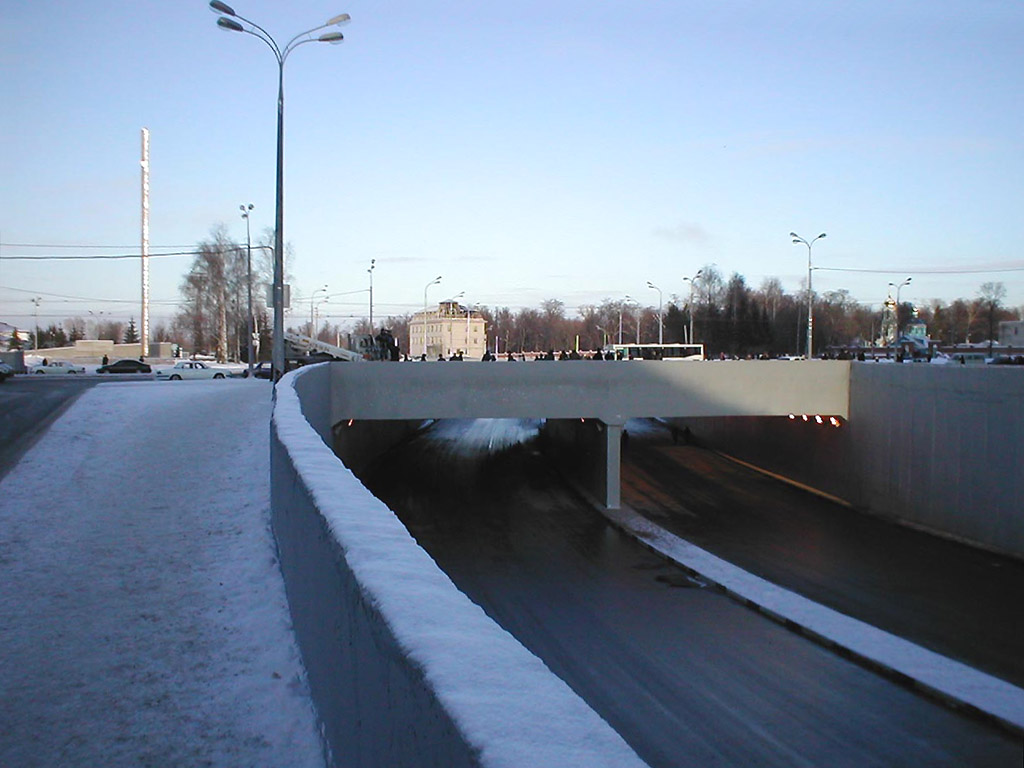
Развязка улиц Вишневского (прямо) и Ершова

Улица Вишневского — магистральная улица в Вахитовском районе города Казани. До начала 1950-х годов улица называлась Первой Академической. Переименована в честь Александра Васильевича Вишневского (1874—1948) — русского и советского военного хирурга, создателя знаменитой лечебной мази; основателя династии врачей, действительного члена Академии медицинских наук СССР.

## История
Улица изначально называлась Первая Академическая (тат. 1 нче Акадимия урамы) — в честь Академической слободы, располагаемой в этом районе, а слобода, в свою очередь, образовалась из-за построенной Духовной Академии.
В 50-х годах XX века улицу переименовали в Вишневского. До начала XXI века проезжая часть улицы была по одной полосе в каждом направлении. К 2004 году улица была реконструирована и из двухполосной превратилась в восьмиполосную. Участок пересечения с улицей Ершова в виде тоннеля сдан 15 декабря того же года. Проезжая часть расширялась за счет сноса ветхих домов и построек и вырубки деревьев.

## Расположение
Улица пролегает с севера на юг, начинаясь у моста Миллениум и заканчиваясь на перекрёстке улиц Нурсултана Назарбаева и Тихомирнова.

## Сооружения и организации на улице
В северной части улица проходит между парком Горького и Арским кладбищем.
- № 6/44 — жилой дом ТЭЦ-1.[6]
- № 14 — жилой дом электротехнического завода.[7]
- № 51/1 (53/73) — жилой дом стройтреста № 2 «Главтатстроя».[8]
- № 53/2 (53/70) — жилой дом треста «Татнефтепроводстрой».[9]
- № 55 — жилой дом ВКНИИВОЛТ.[10]
- № 57 — жилой дом НПО «Медфизприбор».[11]
- № 59 — жилой дом управления связи.[6]
- № 61 — жилой дом НПО «Союзнефтепромхим».[11]

### Организации
- Булгар, гостиничный комплекс
- Городская поликлиника № 2
- ГУЗ Республиканский центр по профилактике и борьбе со СПИДом и инфекционными заболеваниями Минздрава РТ
- Министерство земельных и имущественных отношений РТ
- Отдел социальной защиты населения Вахитовского района
- Отделение почтовой связи № 43 (ОПС)
- Татарское агентство воздушных сообщений (ТАВС), ОАО
- Территориальное управление Федерального агентства по управлению государственным имуществом по РТ
- Управление по фармации Минздрава РТ
- Управление Федерального казначейства по Республике Татарстан
- Центр развития земельных отношений Республики Татарстан, ОАО
- Центр русского фольклора при Управлении культуры Администрации г. Казани
- Центральная библиотека ЦБС г. Казани

## Транспорт
По улице ходит общественный транспорт, есть остановки «ЦПКиО им. Горького», «Лейтенанта Шмидта», «Калинина» на которых останавливаются маршруты №№ 1, 4, 22, 25, 28а, 30, 43, 54, 71, 89, 90.
Кроме того, в 1905-1925 годах по улице ходили трамваи, у пересечения с улицей Лесгафта находилась конечная остановка Грузинской линии трамвая (позднее маршрут № 3). В 1970-е годы предполагалось построить трамвайную линию по улицам Вишневского и Жданова, однако эти планы не были реализованы.